# Guerre entre le Koguryo et le Wei
Guerres des Trois Royaumes
Batailles
Yiling/Xiaoting - Campagne contre le Wu - Campagne du Sud - Hefei (231) - Hefei (233) - Expéditions de Zhuge Liang - Hefei (234) - Shiting - Liaodong - Offensive du Wu - Xingshi - Koguryo - Gaoping - Expéditions de Jiang Wei (Didao) - Dongxing - Hefei (253) - Shouchun - Cao Mao - chute du Shu - Zhong Hui - Chute du Wu
La guerre entre le Koguryo et le Wei (chinois simplifié : 曹魏与高句丽的战争 ; chinois traditionnel : 曹魏與高句麗的戰爭 ; pinyin : Cáo Wèi yǔ Gāogōulì de zhànzhēng) est une série d'invasions du royaume proto-Coréen de Koguryo par le royaume chinois du Wei, pendant la période des Trois Royaumes de l'Histoire de la Chine. Ces invasions vont de 244 à 245 et sont une réponse à un raid que les Coréens avaient lancé en 242 contre le Liaodong. Il en résulta la destruction de Hwando, la capitale du royaume, la fuite du roi et la fin des tributs que les autres peuples de Corée versaient au Koguryo et qui comptaient beaucoup dans la prospérité économique de ce dernier. Même si son roi finit par s'évader et si une nouvelle capitale est construite, ce royaume est tellement affaibli qu'il disparaît des textes historiques chinois pendant un demi-siècle. Lorsqu'il réapparaît dans les annales chinoises, ce royaume s'est transformé en une entité bien plus puissante, qui a les moyens de mener à bien une politique très agressive. Les historiens considèrent que c'est l'invasion par les troupes du Wei qui marque le point de départ de cette transformation et le début d'un nouveau chapitre dans l'histoire du Koguryo. De plus, la seconde campagne de cette guerre est, pour les Chinois de l'époque, l'expédition qui s'est enfoncée le plus loin dans les territoires de la Mandchourie et les rapports qui en résultent, la première description des peuples qui vivent dans ces contrées.

## Situation avant la guerre

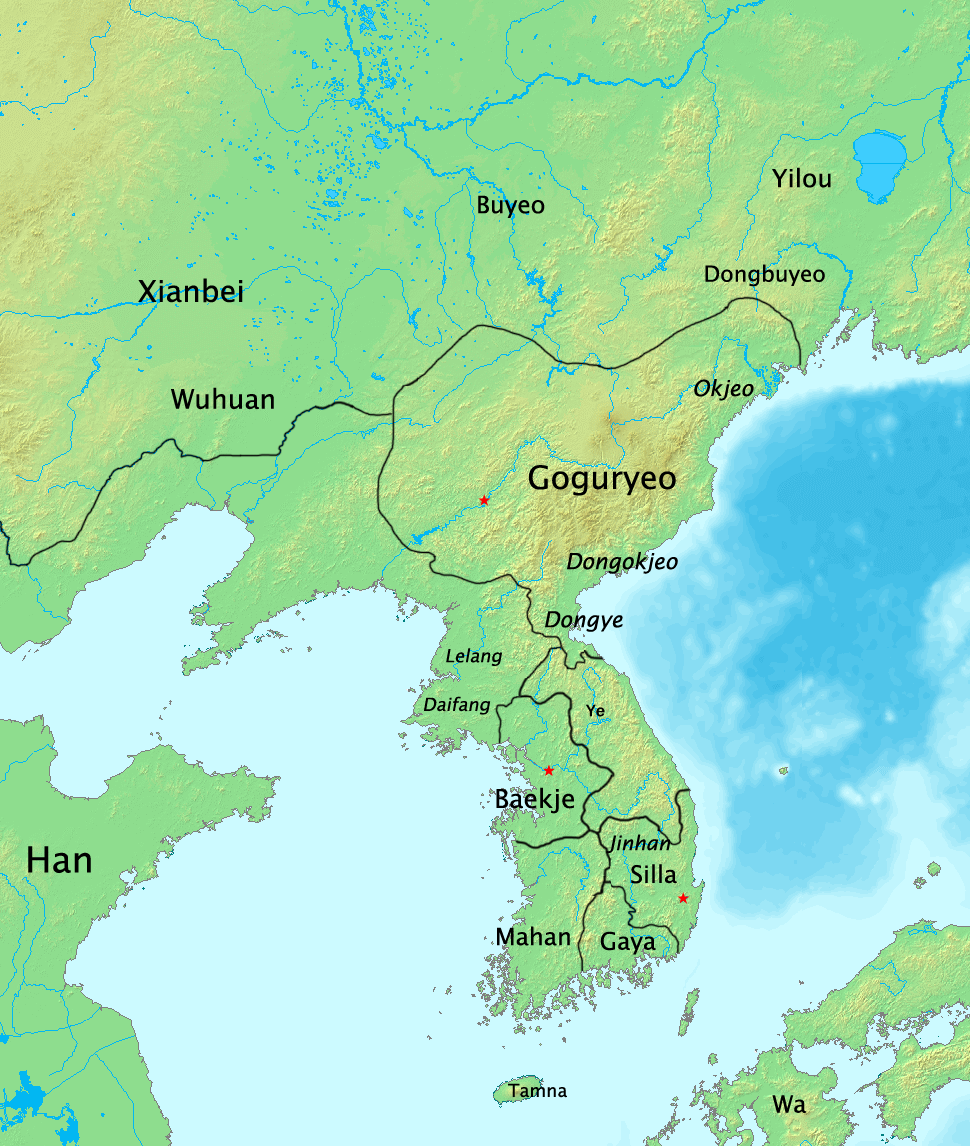
La péninsule de Corée en 204, après que Gongsun Kang se soit impliqué dans la succession du roi Gogukcheon. L'étoile rouge sur la carte du Koguryo marque l'emplacement de Hwando, la nouvelle capitale du royaume.

Le Koguryo apparaît entre la Mandchourie et la péninsule de Corée durant les Ier et IIe siècles av. J.-C., pendant que la dynastie Han étendait son emprise sur le nord-est de l’Asie en créant les Quatre commanderies chinoises. Alors qu'il grandit et se centralise, le Koguryo est de plus en plus souvent en contact avec la Chine, ce qui débouche sur un nombre croissant de conflits. Le royaume coréen consolide son pouvoir en annexant les territoires du nord de la péninsule qui était contrôlé par la Chine. Lors du déclin de la dynastie Han au cours du IIe siècle, le seigneur de guerre Gongsun Du prend le contrôle des commanderies de Liaodong (遼東) et de Xuantu qui sont les voisins directs du Koguryo. Après avoir coopéré dans un premier temps avec ses voisins coréens, Gongsun Du multiplie les querelles, créant un conflit qui culmine en 204, avec l'implication du clan Gongsun dans la succession du roi Gogukcheon. Gongsun Kang, le fils et successeur de Gongsun Du, soutient un candidat au trône, qui finit par être battu par Sansang. Malgré sa victoire politique, le nouveau roi est obligé de déplacer sa capitale vers le sud-ouest, de Jolbon (en)  situé sur la rivière Hunjiang, (渾江) jusqu'au fort de Hwando (ce qui correspond actuellement à Ji'an, Jilin) situé sur la rivière Yalou qui offre une meilleure protection. Gongsun Kang en profite pour reprendre en main la commanderie de Lelang et créer une nouvelle commanderie, celle de Daifang, en subdivisant la partie sud de celle de Lelang.
Si Jolbon était au milieu d'une riche plaine agricole, Hwando se situe dans une région montagneuse, pauvre en terres arables, ce qui pose de nombreux problèmes économiques et d'approvisionnements. Pour y remédier, Hwando multiplie les prélèvements sous forme de taxes et de tributs que doivent payer tous les habitants, y compris les États tribaux d'Okjeo et de Ye. Les tribus d'Okjeo disent être devenus des quasi-esclaves du roi de Koguryo, transportant en permanence des biens divers (vêtements, poissons, sel et autres produits de la mer) depuis le nord-est de la péninsule jusqu'au bassin du Yalou afin d'approvisionner cette capitale si isolée. Il faut attendre les années 230 pour que le Koguryo retrouve, grâce à ce flot permanent de tributs, assez de puissance pour rétablir sa domination sur la région de Jolbon. C'est à ce moment que les contacts avec la Chine reprennent. Cela commence en 233 par l'arrivée d’ambassadeurs du royaume de Wu, qui fuient le Liaodong pour ne pas se faire massacrer par Gongsun Yuan, le fils de Gongsun Kang. En 234, c'est le royaume de Wei, un rival du Wu, qui établit à son tour un contact amical avec le Koguryo, afin d'éviter que le royaume coréen se retrouve dans la sphère d'influence du Wu et surtout pour établir une alliance dirigée contre le clan Gongsun. En effet, le nouveau dirigeant du Liaodong avait beau être un vassal du Wei, il avait déjà trahi cette alliance une fois et était jugé peu fiable par les dirigeants du royaume chinois. En 238, cette alliance se concrétise par une campagne commune du Wei et du Koguryo qui aboutit à la chute de Gongsun Yuan et à l'annexion par le Wei des territoires du vaincu, y compris Lelang et Daifang. Dès lors, le Wei étend son influence sur la péninsule coréenne et les deux alliés se retrouvent directement en contact.
Cette alliance est brisée en 242, quand le roi Dongcheon du Koguryo attaque Xi'anping , un district du Liaodong situé à l'embouchure de la rivière Yalou. Le motif de cette attaque est assez trouble. Il est difficile de savoir si c'était pour prendre le contrôle de nouvelles terres arables ou si les deux royaumes étaient en compétition pour assujettir le peuple de la "Petite Rivière Maek" (小水貊), une tribu des Koguryo connue pour l'excellence de ses arcs. Dans tous les cas, une implantation des Koguryo dans cette région aurait coupé les communications entre les quatre commanderies coréennes et le reste de la Chine, ce qui provoque une violente réaction de la cour du Wei qui craint de perdre le contrôle de Lelang et Daifang.

## Première campagne

### La bataille de Liangkou
En réponse à l'agression du Koguryo, Guanqiu Jian, l'inspecteur de la province de You (幽州刺史), quitte en 244 la commanderie de Xuantu et pénètre dans le royaume coréen à la tête de sept légions, soit à peu près 10 000 hommes répartis entre cavalerie et infanterie. Partant de la ville de Xuantu, Guanqiu Jian fait passer ses troupes par la vallée de la rivière Suzi (蘇子河) pour ensuite prendre vers l'est et pénétrer dans la vallée de la rivière Hunjiang. Mis au courant de la situation, le roi Dongcheon quitte sa capitale et va à la rencontre de l'armée du Wei à la tête d'une troupe forte de 20 000 hommes, répartis entre cavalerie et infanterie. Après avoir traversé de nombreuses vallées, l'armée du roi rencontre celle de Guanqiu Jian à la jonction des rivières Fu'er (富爾江) et Hunjiang, à un endroit connu sous le nom de Liangkou. C'est à cet endroit qu'a lieu la première bataille entre le Wei et le Koguryo.
Les sources ne s'accordent pas sur la manière dont se sont déroulés les combats. Si l'on en croit le Samguk Sagi, une chronique coréenne rédigée en 1145, l'armée de Guanqiu Jian arrive à Liangkou durant le huitième mois lunaire de 244 et subit deux défaites, avant de gagner une bataille cruciale qui force le roi à se replier sur la capitale. Toujours d’après le Samguk Sagi, les 20 000 soldats du roi Dongcheon infligent d'abord une cuisante défaite aux 10 000 hommes de Guanqiu Jian sur les rives de la rivière Fu'er. Le Wei perd 3 000 soldats ce jour-là. La seconde bataille se déroule dans la vallée de Liangmo (梁貊之谷), où les troupes du Koguryo tuent, capturent ou mettent hors de combat 3 000 soldats ennemis de plus. Ces deux victoires semblent monter à la tête du roi, qui dit à ses généraux: « L'armée du Wei, qui est si imposante, ne fait pas le poids face à notre petit détachement. Guanqiu Jian est un grand général du Wei, et aujourd'hui, sa vie est entre mes mains ! » Il prend la tête de 5 000 fantassins lourds et charge Guanqiu Jian. Ce dernier forme le dernier carré et mène un combat désespéré. Finalement, entre la charge initiale du roi et les renforts qui arrivent en cours de bataille, 18 000 hommes du Koguryo meurent durant cette ultime bataille, pendant que Dongcheon en est réduit à fuir vers les plaines de Yalu (鴨綠原) avec un peu plus d'une centaine de cavaliers.
La "Biographie de Guanqiu Jian" présente dans le volume 28 des Chroniques des Trois Royaumes donne une version bien différente des faits. Racontant les combats du point de vue chinois, cette biographie explique que le roi Dongcheon subit défaite sur défaite lors des combats à Liangkou et finit par devoir s'enfuir. Dans son mémoire The Chinese Expeditions to Manchuria under the Wei dynasty, le chercheur japonais Hiroshi Ikeuchi écrit que la chronique coréenne reprend la biographie de Guanqiu Jian en inversant le résultat des batailles qui précèdent celle de Liangkou. Le but de l'auteur serait de sauver « l'honneur » du Koguryo et du roi Dongcheon. Le même chercheur suggère que la vallée de Liangmo mentionnée plus haut dans cet article, n'existe pas et n'est qu'une invention d'un chroniqueur pro-Koguryo. Cependant, quelle que soit la version choisie, les sources chinoises et coréennes s'accordent sur le fait que le roi Dongcheon finit par perdre la bataille de Liangkou et se replie sur Hwando.

### La prise de Hwando
Après la bataille de Liangkou, l'armée du Wei poursuit les combattants en déroute du Koguryo. D’après la chronique chinoise Histoire des Dynasties du Nord, Guanqiu Jian atteint Chengxian (赬峴),. Comme sa cavalerie est inutile à cause du terrain montagneux, l'armée du Wei laisse ses chevaux et ses chariots au pied de la montagne et monte à pied jusqu’à la ville de Hwando. Guanqiu Jian commence par prendre les forts qui gardent la ville, puis marche sur la capitale où ses soldats se livrent au pillage et kidnappent des centaines de personnes,. Au milieu de ce chaos, Guanqiu Jian préserve personnellement de la destruction la tombe et la famille de Deukrae (得來), un ministre du Koguryo qui s'était régulièrement opposé à toute agression contre le Wei et qui s'était laissé mourir de faim pour protester lorsque le roi avait ignoré ses conseils. De leur côté, le roi et sa famille réussissent à fuir la capitale.
Après la prise de la capitale du Koguryo, Guanqiu Jian et son armée repartent dans la province de You vers le mois de juin 245. Sur le chemin du retour, Jian fait ériger une stèle à Chengxian pour commémorer sa victoire, raconter le déroulement de la campagne et citer les généraux qui ont participé à cette expédition. Un fragment de ce monument est découvert en 1905, à l'époque de la fin de la dynastie Qing. Sur ce fragment, on peut lire ces inscriptions incomplètes:

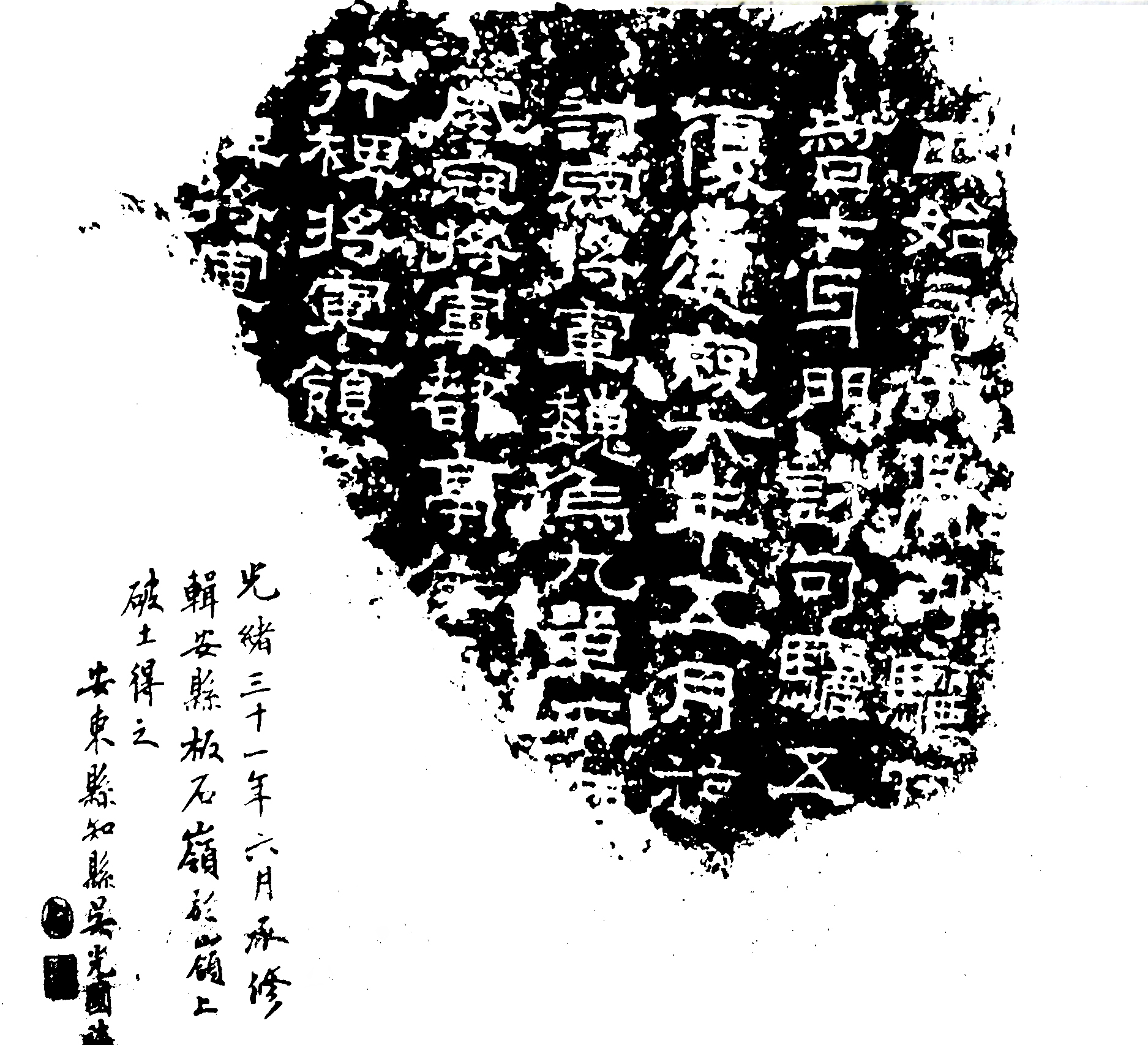
Le fragment de la stèle commémorative de Guanqiu Jian qui a été redécouvert en 1905.

| Durant la troisième année de Zhengshi[30] le Koguryo [envahit?]...                               | 正始三年高句驪[?寇]   |
| ...commandement de sept légions, et attaqué le Koguryo. Pendant la 5e [année?][31]...            | 督七牙門討句驪五[?年] |
| ...contre les ennemis restants. Pendant le 5e mois de la 6e année[32], il ramène [son armée?]... | 復遣寇六年五月旋[?師] |
| Général Qui Extermine les Envahisseurs, Chanyu des Wuwan du Wei[33]...                           | 討寇將軍魏烏丸單于    |
| Général Qui Intimide les Envahisseurs, Marquis du village de...                                  | 威寇將軍都亭侯        |
| Général en chef de l'expédition possédant...                                                     | 行裨將軍領            |
| ...Général en chef...                                                                            | 裨將軍                |

## Seconde campagne

### La traque du Roi Dongcheon par Wang Qi

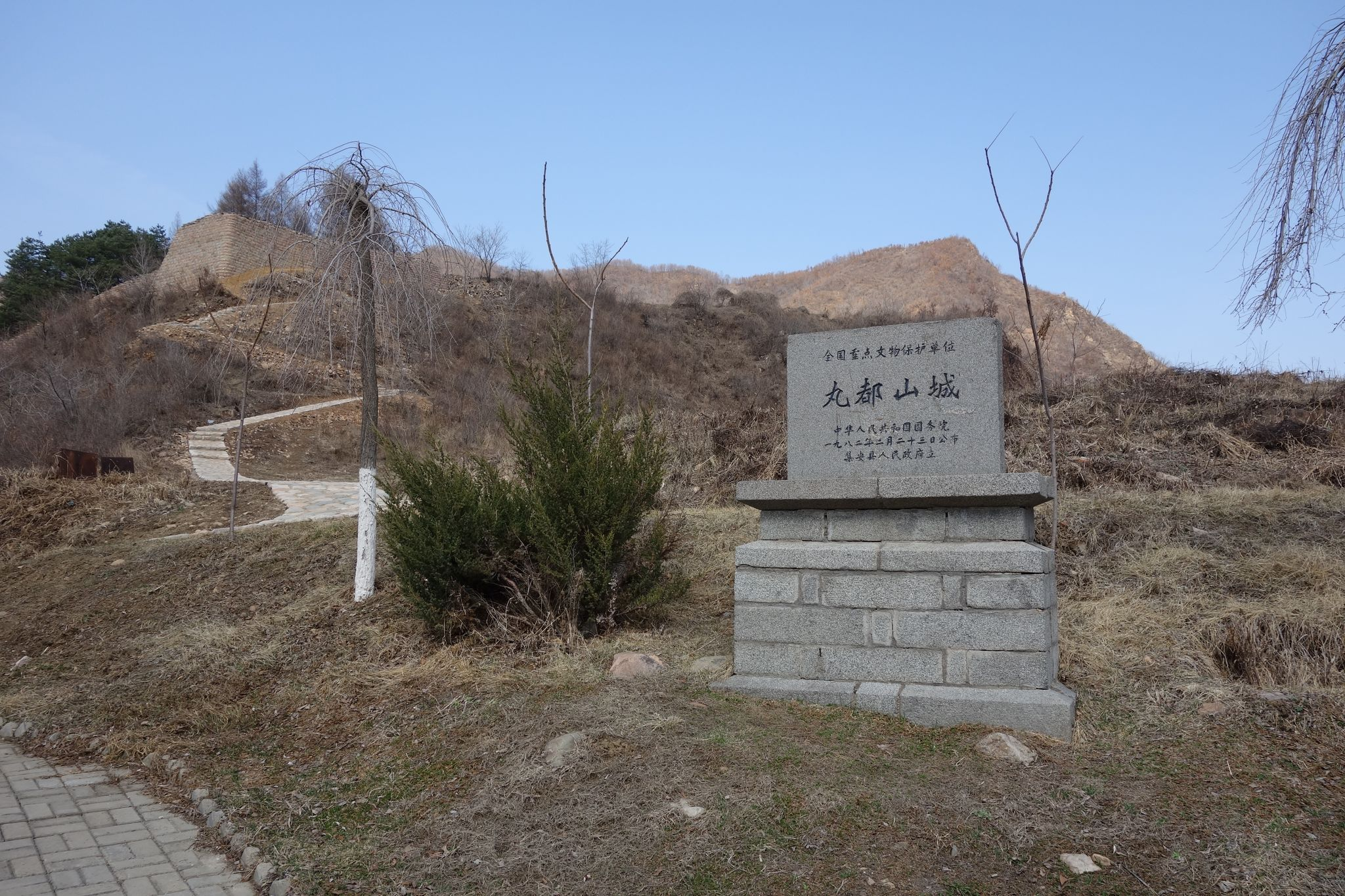
Vue des ruines de Hwando, qui font maintenant partie d'un ensemble inscrit au patrimoine mondial de l'UNESCO sous le nom de Capitales et tombes de l'ancien royaume de Koguryo

Après la retraite des armées du Wei, le roi Dongcheon revient à Hwando bien que sa capitale soit dévastée. Mais, la même année, Guanqiu Jian envoie Wang Qi (王頎), le Grand Administrateur de Xuantu, capturer le roi. À la suite des ravages provoqués lors de la première campagne, la capitale est impossible à défendre, ce qui oblige le roi à fuir à nouveau. Il part en direction de l'Okjeo du sud, accompagné de plusieurs nobles. D’après le Samguk Sagi, un homme du Département de l'Est (東部), nommé Mil U (密友), aide le roi à s'enfuir. Lorsque les troupes du roi sont littéralement mises en pièces au col de Jukryeong (竹嶺), Mil U dit au roi: « Je vais faire demi-tour et retenir l'ennemi pendant que vous prendrez de l'avance. » Cela dit, il tient le col avec trois ou quatre hommes, pendant que le roi prend de l'avance et rejoint un groupe de soldats qui lui sont restés fidèles. Là, le roi offre une récompense à quiconque lui ramènera Mil U sain et sauf et c'est un homme nommé Yu Ok-gu (劉屋句) qui trouve Mil U, gisant au sol, grièvement blessé. Le roi est si heureux de retrouver son sauveur, qu'il soigne personnellement Mil U jusqu’à son complet rétablissement.
La poursuite depuis Hwando vers l'Okjeo du sud, amène poursuivants et poursuivis sur les bords de la rivière Yalu, en Corée du Nord. Le trajet de cette poursuite passe peut-être par l'actuel Kanggye, à partir duquel il y a deux chemins possibles : un partant vers l'est et traversant les monts Rangrim, avant de prendre au sud jusqu’à l'actuel Changjin; et l'autre suivant la rivière Changja en direction du sud, avant de partir à l'est pour arriver à Changjin. Dans tous les cas, après Changjin, les deux groupes suivent la rivière Changjin (長津江) en direction du sud, jusqu'aux plaines vastes et fertiles de Hamhung où la rivière se jette dans la baie de Corée orientale. C'est à Hamhung que vit le peuple d'Okjeo du sud, et que le roi Dongcheon espère trouver un refuge. Cet espoir est vain, car, lorsque l'armée de Wang Qi arrive, les tribus Okjeo subissent une lourde défaite, perdant 3 000 hommes dans les combats. Le roi est alors à nouveau obligé de fuir, et l'armée du Wei se met en marche, en direction de l'Okjeo du nord.
Selon le Samguk Sagi, Yu Yu (紐由), un autre homme du Département de l'Est aurait simulé la reddition du roi Dongcheon pour stopper la poursuite du Wei dans l'Okjeo du sud. Amenant avec lui de la nourriture et des cadeaux, Yu Yu est autorisé à pénétrer dans le camp d'un général du Wei dont le nom est inconnu. Lorsque le général le rencontre, Yu Yu sort une dague qu'il dissimulait sous son armure et le poignarde à mort. Yu Yu est tué par les personnes présentes de manière quasi immédiate mais le mal est fait. Privée de son chef, l'armée du Wei est plongée dans la confusion. Le roi Dongcheon profite de cette opportunité et passe à l'attaque, en réorganisant son armée en trois colonnes avant de frapper son ennemi. L'armée du Wei, toujours plongée dans la confusion, finit par se retirer de Lelang. On ne trouve aucune mention de cet événement dans les chroniques chinoises, et Hiroshi Ikeuchi note que ce récit contient un certain nombre d'erreurs : l'auteur de ce passage du Samguk Sagi parle des régions de l'Okjeo du sud et de Lelang comme s'il s'agissait des mêmes, alors qu'elles sont à l'opposé l'une de l'autre dans la péninsule. De plus les références au « Département de l'Est » pour Yu Yu et Mil U sont anachroniques, car le royaume n'est divisé administrativement en départements que bien après la mort du roi Dongcheon, à une époque correspondant à peu près à la moitié de la dynastie Koguryo. Pour toutes ces raisons, Ikeuchi considère que le récit de l'invasion du Wei contenu dans le Samguk Sagi n'est pas fiable.
Après une longue marche le long de la côte de la mer du Japon, l'armée de Wang Qi arrive à l'Okjeo du nord, ce qui correspond à peu près à l'actuelle région de Jiandao. Bien qu'il soit écrit dans les chroniques chinoises et coréennes que le roi Dongcheon arrive à la colonie de Maegu, en Okjeo du nord, toutes les sources sont muettes sur ce qu'il advient de lui dans cette région. De leur côté, Wang Qi et ses troupes continuent vers le nord et s'enfoncent dans les terres. Une fois arrivés à la frontière entre l'Okjeo et le Sushen, ils bifurquent vers le Nord-ouest et traversent le bassin de la rivière Mudan où vit le peuple Yilou (挹婁), et traversent les monts Zhangguangcai (張廣才嶺) avant de déboucher dans des plaines. Enfin, leur périple dans le nord-ouest les amène au royaume de Puyo, situé près de la rivière Ashi (阿什河), à proximité de l'actuelle ville de Harbin. Wigeo (位居), le régent du Puyo, rencontre l'armée du Wei à l'extérieur de leur capitale, qui est située dans l'actuel district d'Acheng. Agissant officiellement au nom du roi Maryeo (麻余王), qui n'a aucun pouvoir réel, Wigeo permet aux soldats de Wang Qi de se reposer et les réapprovisionne. À ce stade, le Grand Administrateur de Xuantu a atteint les limites physiques et morales de ses soldats alors qu'il n'a plus aucun signe de l'homme qu'il traque. Abandonnant une poursuite qui n'a plus de sens, l'armée de Wang Qi quitte le Puyo et se met en marche vers le sud-ouest pour retourner à la commanderie de Xuantu, en passant par des régions correspondant actuellement au Xian de Nong'an et au district de Kaiyuan. Ainsi, en revenant à leur point de départ, ces soldats achèvent un voyage qui leur a fait faire une grande boucle en passant par le Liaodong, la Corée du Nord et la Mandchourie.

### La mise au pas du Dongye par Gong Zun et Liu Mao
Avant de se lancer à la poursuite du roi en direction de l'Okjeo du Nord, Wang Qi envoie un détachement attaquer les tribus de Dongye, des alliés du Koguryo situés à l'est de la Corée. Il nomme à la tête de ce détachement Liu Mao (劉茂), le Grand Administrateur de Lelang et Gong Zun (弓遵), le Grand Administrateur de Daifang. Ils partent de l'Okjeo du Sud et vont droit au sud, traversant de part en part la région des Sept Comtés du Lingdong (嶺東七縣). Six de ces sept comtés se rendent à l'arrivée des troupes du Wei, tandis que le dernier, celui de Wozu (夭租縣) qui est situé dans l'Okjeo, a déjà été mis au pas par Wang Qi. Le cas du Marquis de Bunai est révélateur de la peur que provoquent les Chinois lors de leur arrivée. Alors que ce marquis est à la tête du plus puissant des sept comtés, il est dit qu'il est venu se rendre en étant accompagné de tous ses sujets. Le périple de Liu Mao et Gong Zun le long de la côte est de la Corée les amène vers le sud jusqu’à Uljin, où les plus vieux parmi les habitants leur parlent d'une île inhabitée située à l'est, probablement l’île de Ulleungdo. Une autre stèle est érigée à Bunai, a priori pour commémorer les hauts faits militaires accomplis par Wang Qi, Liu Mao et Gong Zun pendant la seconde campagne; mais contrairement à celle de Guanqiu Jian, aucune trace n'a été retrouvée de celle-ci.

## Conséquences et postérité
Même si le roi n'est pas capturé, la campagne militaire du Wei a profondément affaibli le royaume de Koguryo. D'abord, en provoquant la déportation et l'installation de force en Chine de centaines d'habitants du royaume. Ensuite, et surtout, les expéditions au sein de l'Okjeo et du Dongye ont détaché ces zones de l'influence du Koguryo au profit des commanderies de Lelang et Daifang. En agissant ainsi, Wang Qi et ses généraux privent le royaume coréen des tributs qui lui étaient versés, ce qui porte un coup terrible à son économie. Même Gongsun Kang n'avais pas réussi à porter un coup aussi violent au Koguryo, lorsqu'il s'était mêlé de la succession du roi Gogukcheon quarante ans plus tôt. Sous la direction du Marquis de Bunai, le Dongye fournit provisions et moyens de transports à chaque fois que les forces armées de Lelang et Daifang partent au combat. En récompense de ses bons service, en 247 la cour du Wei élève le marquis au rang de Roi du Dongye de Bunai (不耐濊王). De plus, le bon accueil qui a été fait à Wang Qi lors de son trajet dans le territoire des Puyo permet de renouer les relations amicales entre le Wei et les tribus locales qui, à partir de cette date, versent un tribut annuel au Wei.
Quand le roi Dongcheon peut enfin revenir à Hwando, il trouve une ville trop ravagée par la guerre et trop proche de la frontière pour pouvoir continuer à être la capitale de son royaume. En 247, il décide d'installer sa capitale dans une "Ville fortifiée de la plaine" (平壤城, Pyeongyangseong), d'y déplacer les habitants et les autels sacrés, en laissant Hwando finir de tomber en ruine. Depuis cette nouvelle capitale, le pouvoir central du Koguryo panse ses plaies et réorganise le pays, et plus particulièrement l’économie du pays, pour se relever après les dévastations engendrées par la guerre contre le Wei. Privé des tribus de l'Okjeo et du Dongye, le royaume doit se reconstruire en s'appuyant sur la production de la région de Jolbon, l'ancienne capitale, et trouver de nouvelles terres arables. L'histoire du Koguryo durant la seconde moitié du IIIe siècle est marquée par la volonté des rois de consolider leur domination sur des régions proches de leur royaume et de rétablir la stabilité politique en réprimant les rébellions et en repoussant les envahisseurs. Ces envahisseurs incluant une nouvelle incursion des Wei en 259 et une attaque des Sushen en 280. À noter, qu'une fois de plus, Ikeuchi émet des doutes sur l'authenticité de cette invasion du Wei, mentionnée dans le Samguk Sagi. En effet, dans la chronique coréenne, il est écrit que les troupes du Wei sont sous les ordres du général Yuchi Kai (尉遲楷). Or, le surnom "Yuchi" n'est pas utilisé en Chine avant l'année 386, ce qui rend le Samguk une nouvelle fois anachronique. Dans tous les cas, c'est sous le règne du roi Micheon (300-331) que le Koguryo revient sur le devant de la scène, lorsque ce roi profite de la faiblesse de la dynastie Jin, qui a succédé au royaume de Wei, pour prendre le contrôle des commanderies de Lelang et Daifang aux dépens du pouvoir central chinois. C'est à ce moment que le Koguryo, après une lente reconstruction de soixante-dix ans, passe du stade d' « état frontalier de la Chine, existant principalement par le pillage des avant-postes chinois du nord-est, à celui de royaume centré sur la Corée, englobant les communautés tribales de l'Okjeo et leurs voisines, qui étaient autrefois indépendantes ».
D'un point de vue historiographique, les expéditions de la seconde campagne permettent aux Chinois de recueillir des informations détaillées sur les différents peuples de la péninsule de Corée et de la Mandchourie, comme les Koguryo, Puyo, Okjeo et Yilou. L'expédition, qui est sans précédent à l'échelle de la région, permet de porter à la connaissance des Chinois des informations de première main sur la topographie, le climat, la population, les langues, les mœurs et coutumes de ces régions. Tout ceci est fidèlement enregistré et reproduit dans le Weilüe par Yu Huan, un historien chinois de cette époque. Même si le Weilüe a été perdu avec le temps, son contenu a été préservé par les Chroniques des trois Royaumes qui, dans son « Chapitre sur les Barbares de l'Est » (東夷傳, Dongyi Zhuan), reproduit les rapports de la guerre entre le Koguryo et le Wei, ce qui en fait la plus importante source d'information sur les cultures et les sociétés des peuples et des premiers royaumes coréens.